# Мужбер
Мужбе́р (рос. Мужбер) — присілок в Ігринському районі Удмуртії, Росія.

## Населення
Населення — 177 осіб (2010; 254 в 2002).
Національний склад станом на 2002 рік:
- удмурти — 57 %
- росіяни — 41 %

## Урбаноніми[3]
- вулиці — Вепревих, Джерельна, Кільцева, Лісова